# Festival de la Canción de San Remo
El Festival de la Canción de San Remo (en italiano: Festival della canzone italiana o Festival di Sanremo) es un certamen musical anualmente organizado en San Remo (Liguria, Italia) desde su inicio el 29 de enero de 1951.
Con el paso de los años ha cambiado a menudo su fórmula, pero básicamente se trata de una competición en la que intérpretes de canciones originales, compuestas por autores italianos, reciben votos por parte del jurado o del público. Es el festival de la canción más famoso de Italia y se ha convertido en uno de los principales eventos mediáticos de la televisión italiana, que produce debates y polémicas en todas sus ediciones.
El festival se ha llevado a cabo en el Teatro Ariston a partir de 1977 —originalmente la sede era el Casino de San Remo (1951-1976)—, normalmente entre finales de febrero y comienzos de marzo. El Festival de la Canción San Remo fue transmitido por primera vez en Rai 1 en 1955, transmitido en blanco y negro hasta 1972 y desde 1973 en color, aunque recién en 1977 el público italiano pudo ver por primera vez el evento con dicha tecnología. A partir de 2008 es transmitido en alta definición.

## Historia
Entre 1956 y 1966, fue utilizado como medio para escoger la canción italiana participante en el Festival de Eurovisión (1956). Sin embargo, en Luxemburgo en 1966 «Dio come ti amo» de Domenico Modugno no obtuvo puntos. Desde entonces, se rompió la conexión entre Eurovisión y Sanremo, enviándose después de ese año solo dos canciones ganadoras de la categoría principal de este festival a Eurovisión: «I giorni dell'arcobaleno» de Nicola Di Bari en 1972 y «Fiumi di parole» de Jalisse en 1997. Sin embargo, desde el retorno de Italia a Eurovisión en 2011, Sanremo volvió a tomar un papel preponderante para la elección del representante italiano y desde entonces diez canciones ganadoras de la categoría principal han sido seleccionadas para Eurovisión: «L'essenziale» de Marco Mengoni en 2013, «Grande amore» de Il Volo en 2015, «Occidentali's Karma» de Francesco Gabbani en 2017, «Non mi avete fiatto niente» de Ermal Meta & Fabrizio Moro en 2018, «Soldi» de Mahmood en 2019, «Fai rumore» de Diodato en 2020, «Zitti e buoni» de Måneskin en 2021, «Brividi» de Mahmood y Blanco en 2022, «Due Vite» de Marco Mengoni en 2023 y «La noia» de Angelina Mango en 2024. En muchas ocasiones, el intérprete ganador acudía a Eurovisión con otro tema, como en los casos de Sergio Endrigo en 1968 o de Iva Zanicchi un año más tarde. Entre 2011 y 2013, un comité interno de la RAI eligió al representante de Italia en Eurovisión de entre los participantes de San Remo. En 2011 fue elegido el ganador de la sección Giovani (Jóvenes) (Raphael Gualazzi, con el tema con el que obtuvo el segundo lugar en Eurovisión), y al año siguiente fue una de las participantes de la categoría principal (Nina Zilli, quien cambió de tema para Eurovisión). A partir de 2015, el ganador de Sanremo está invitado a representar a Italia en Eurovisión. Los ganadores de la edición de 2016 (el grupo Stadio) declinaron la invitación, y por eso se eligió a la segunda clasificada, Francesca Michielin con la canción Nessun grado di separazione, como representante para Eurovisión.
En 1967, Sanremo protagonizó la crónica negra cuando el cantante Luigi Tenco fue encontrado muerto en su habitación. Si bien se habla generalmente de suicidio, todavía quedan muchas dudas sobre la verdadera causa de su muerte.
El Festival de San Remo ha contado con cantantes que más tarde se hicieron conocidos en todo el mundo, tales como Domenico Modugno, Claudio Villa, Iva Zanicchi, Bobby Solo, Nilla Pizzi, Gigliola Cinquetti, Johnny Dorelli, Nicola Di Bari, Andrea Bocelli, Laura Pausini, Eros Ramazzotti, Adriano Celentano y Claudia Mori, Mina, Mia Martini, Patty Pravo, Pooh (banda), Riccardo Fogli, Toto Cutugno, Umberto Tozzi, Zucchero, Lucio Dalla, Lucio Battisti, Ricchi e Poveri, Matia Bazar, Gianni Morandi, Il Volo, Riccardo Cocciante, Anna Oxa, Fausto Leali, Massimo Ranieri, Enrico Ruggeri, Marco Masini, Paolo Vallesi, Raf, Nek y Vasco Rossi, entre los italianos, y José Feliciano, Ray Charles, Queen, Stevie Wonder, Louis Armstrong, Les Surfs, Elton John, Madonna, Mirla Castellanos, Luis Miguel, Sandro, Roberto Carlos y Sergio Dalma, entre los extranjeros.
En la sexagesimatercera edición, correspondiente a 2013, sucedió por primera vez en la historia del festival que un cantante no participó en la gala de la noche del viernes por retirarse a la celebración del sabbat. Se trató del cantante de la banda Almamegretta, Gennaro Della Volpe, conocido artísticamente como Raiz, quien en 2009 se convirtió al judaísmo.

## Emisión en España
Televisión Española ha emitido la gala final del Festival de San Remo por la segunda cadena desde los años 1960 hasta 1982, después de que José Luis Uribarri dejase la dirección de entretenimiento.
Desde 2022, la RAI tiene un convenio con la Unión Europea de Radiodifusión para que sus miembros puedan emitir el Festival de San Remo sin coste. Aunque este contrato está ligado a la emisión de las cinco galas íntegras, algunos países han llegado a acuerdos para emitir solo la gala final del sábado, entre ellos España. RTVE ofrece desde 2022 la final de San Remo a través de RTVE Play, su servicio de video bajo demanda, con un equipo propio de comentaristas en español formado por Giuseppe Di Bella, Irene Mahía y Daniel Borrego Escot.

## Ganadores

### Sección Principal
| Año Edición       | Intérprete(s)                                 | Canción (Traducción)                                                 | Compositor(es)                                                                                    |
| ----------------- | --------------------------------------------- | -------------------------------------------------------------------- | ------------------------------------------------------------------------------------------------- |
| 1951 1.ª edición  | Nilla Pizzi                                   | «Grazie dei fiori» (Gracias por las flores)                          | Saverio Seracini, Gian Carlo Testoni, Mario Panzeri                                               |
| 1952 2.ª edición  | Nilla Pizzi                                   | «Vola colomba» (Vuela paloma)                                        | Carlo Concina, Bixio Cherubini                                                                    |
| 1953 3.ª edición  | Carla Boni & Flo Sandon's                     | «Viale d'autunno» (Avenida del otoño)                                | Giovanni D'Anzi                                                                                   |
| 1954 4.ª edición  | Giorgio Consolini & Gino Latilla              | «Tutte le mamme» (Todas las mamás)                                   | Eduardo Falcocchio, Umberto Bertini                                                               |
| 1955 5.ª edición  | Claudio Villa & Tullio Pane                   | «Buongiorno tristezza» (Buenos días tristeza)                        | Mario Ruccione, Giuseppe Fiorelli                                                                 |
| 1956 6.ª edición  | Franca Raimondi                               | «Aprite le finestre» (Abrid las ventanas)                            | Virgilio Panzuti, Giuseppe Perotti                                                                |
| 1957 7.ª edición  | Claudio Villa & Nunzio Gallo                  | «Corde della mia chitarra» (Cuerdas de mi guitarra)                  | Mario Ruccione, Giuseppe Fiorelli                                                                 |
| 1958 8.ª edición  | Domenico Modugno & Johnny Dorelli             | «Nel blu dipinto di blu» (En el cielo pintado de azul)               | Domenico Modugno, Franco Migliacci                                                                |
| 1959 9.ª edición  | Domenico Modugno & Johnny Dorelli             | «Piove (Ciao, ciao, bambina)» (Llueve (adiós, adiós niña))           | Domenico Modugno, Dino Verde                                                                      |
| 1960 10.ª edición | Tony Dallara & Renato Rascel                  | «Romantica» (Romántica)                                              | Renato Rascel, Dino Verde                                                                         |
| 1961 11.ª edición | Betty Curtis & Luciano Tajoli                 | «Al di là» (Más allá)                                                | Carlo Donida, Mogol                                                                               |
| 1962 12.ª edición | Domenico Modugno & Claudio Villa              | «Addio, addio» (Adiós, adiós)                                        | Domenico Modugno, Franco Migliacci                                                                |
| 1963 13.ª edición | Tony Renis & Emilio Pericoli                  | «Uno per tutte» (Uno por todas)                                      | Tony Renis, Alberto Testa, Mogol                                                                  |
| 1964 14.ª edición | Gigliola Cinquetti & Patricia Carli           | «Non ho l'età» (No tengo la edad)                                    | Nicola Salerno, Mario Panzeri, Giancarlo Colonnello                                               |
| 1965 15.ª edición | Bobby Solo & New Christy Minstrels            | «Se piangi, se ridi» (Si lloras, si ríes)                            | Gianny Marchetti, Bobby Solo, Mogol                                                               |
| 1966 16.ª edición | Domenico Modugno & Gigliola Cinquetti         | «Dio, come ti amo» (Dios, cómo te amo)                               | Domenico Modugno                                                                                  |
| 1967 17.ª edición | Claudio Villa e Iva Zanicchi                  | «Non pensare a me» (No pienses en mí)                                | Eros Sciorilli, Alberto Testa                                                                     |
| 1968 18.ª edición | Sergio Endrigo & Roberto Carlos               | «Canzone per te» (Canción para ti)                                   | Sergio Endrigo, Luis Enriquez, Sergio Bardotti                                                    |
| 1969 19.ª edición | Bobby Solo e Iva Zanicchi                     | «Zingara» (Gitana)                                                   | Enrico Riccardi, Luigi Albertelli                                                                 |
| 1970 20.ª edición | Adriano Celentano & Claudia Mori              | «Chi non lavora non fa l'amore» (Quien no trabaja no hace el amor)   | Adriano Celentano, Ferdinando De Luca, Luciano Beretta, Miki Del Prete                            |
| 1971 21.ª edición | Nada & Nicola Di Bari                         | «Il cuore è uno zingaro» (El corazón es un gitano)                   | Claudio Mattone, Franco Migliacci                                                                 |
| 1972 22.ª edición | Nicola Di Bari                                | «I giorni dell'arcobaleno» (Los días del arcoíris)                   | Nicola Di Bari, Piero Pintucci, Dalmazio Masini                                                   |
| 1973 23.ª edición | Peppino Di Capri                              | «Un grande amore e niente più» (Un gran amor y nada más)             | Peppino Di Capri, Claudio Mattone, Gianni Wright, Giuseppe Faiella, Franco Califano               |
| 1974 24.ª edición | Iva Zanicchi                                  | «Ciao cara, come stai?» (Hola querida, ¿cómo estás?)                 | Cristiano Malgioglio, Italo Ianne, Claudio Fontana, Antonio Ansoldi                               |
| 1975 25.ª edición | Gilda                                         | «Ragazza del sud» (Chica del sur)                                    | Rosangela Scalabrino                                                                              |
| 1976 26.ª edición | Peppino Di Capri                              | «Non lo faccio più» (No lo hago más)                                 | Salvatore De Pasquale, Fabrizio Berlincioni, Salvatore De Pasquale, Sergio Iodice                 |
| 1977 27.ª edición | Homo sapiens                                  | «Bella da morire» (Bellísima)                                        | Renato Pareti, Alberto Salerno                                                                    |
| 1978 28.ª edición | Matia Bazar                                   | «...E dirsi ciao!» (...¡Y saludar!)                                  | Piero Cassano, Carlo Marrale, Antonella Ruggiero, Salvatore Stellitta, Giancarlo Golzi            |
| 1979 29.ª edición | Mino Vergnaghi                                | «Amare» (Amar)                                                       | Sergio Ortone, Piero Soffici, Pietro Finà                                                         |
| 1980 30.ª edición | Toto Cutugno                                  | «Solo noi» (Solo nosotros)                                           | Toto Cutugno                                                                                      |
| 1981 31.ª edición | Alice                                         | «Per Elisa» (Para Elisa)                                             | Franco Battiato, Giusto Pio, Alice Visconti                                                       |
| 1982 32.ª edición | Riccardo Fogli                                | «Storie di tutti i giorni» (Historias de todos los días)             | Riccardo Fogli, Maurizio Fabrizio, Guido Morra                                                    |
| 1983 33.ª edición | Tiziana Rivale                                | «Sarà quel che sarà» (Será lo que será)                              | Maurizio Fabrizio, Roberto Ferri                                                                  |
| 1984 34.ª edición | Al Bano & Romina Power                        | «Ci sarà» (Habrá)                                                    | Dario Farina, Cristiano Minellono                                                                 |
| 1985 35.ª edición | Ricchi e Poveri                               | «Se m'innamoro» (Si me enamoro)                                      | Dario Farina, Cristiano Minellono                                                                 |
| 1986 36.ª edición | Eros Ramazzotti                               | «Adesso tu» (Ahora tú)                                               | Eros Ramazzotti, Piero Cassano, Adelio Cogliati                                                   |
| 1987 37.ª edición | Gianni Morandi, Umberto Tozzi, Enrico Ruggeri | «Si può dare di più» (Se puede dar más)                              | Umberto Tozzi, Giancarlo Bigazzi, Raffaele Riefoli                                                |
| 1988 38.ª edición | Massimo Ranieri                               | «Perdere l'amore» (Perder el amor)                                   | Marcello Marrocchi, Giampiero Artegiani                                                           |
| 1989 39.ª edición | Anna Oxa & Fausto Leali                       | «Ti lascerò» (Te dejaré)                                             | Franco Fasano, Fausto Leali, Franco Ciani, Fabrizio Berlincioni, Sergio Bardotti                  |
| 1990 40.ª edición | Pooh & Dee Dee Bridgewater                    | «Uomini soli» (Hombres solitarios)                                   | Valerio Negrini, Roby Facchinetti                                                                 |
| 1991 41.ª edición | Riccardo Cocciante & Sarah Jane Morris        | «Se stiamo insieme» (Si estamos juntos)                              | Riccardo Cocciante, Mogol                                                                         |
| 1992 42.ª edición | Luca Barbarossa                               | «Portami a ballare» (Llévame a bailar)                               | Luca Barbarossa                                                                                   |
| 1993 43.ª edición | Enrico Ruggeri                                | «Mistero» (Misterio)                                                 | Enrico Ruggeri                                                                                    |
| 1994 44.ª edición | Aleandro Baldi                                | «Passerà» (Pasará)                                                   | Aleandro Baldi                                                                                    |
| 1995 45.ª edición | Giorgia                                       | «Come saprei» (Cómo sabría)                                          | Eros Ramazzotti, Vladimiro Tosetto, Adelio Cogliati, Giorgia Todrani                              |
| 1996 46.ª edición | Ron & Tosca                                   | «Vorrei incontrarti fra 100 anni» (Quisiera encontrarte en 100 años) | Rosalino Cellamare                                                                                |
| 1997 47.ª edición | Jalisse                                       | «Fiumi di parole» (Raudales de palabras)                             | Fabio Ricci, Alessandra Drusian, Carmela Di Domenico                                              |
| 1998 48.ª edición | Annalisa Minetti                              | «Senza te o con te» (Sin ti o contigo)                               | Massimo Luca, Paola Palma                                                                         |
| 1999 49.ª edición | Anna Oxa                                      | «Senza pietà» (Sin piedad)                                           | Alberto Salerno, Claudio Guidetti                                                                 |
| 2000 50.ª edición | Piccola Orchestra Avion Travel                | «Sentimento» (Sentimiento)                                           | Fausto Mesolella, Giuseppe D'Argenzio, Ferruccio Spinetti, Domenico Ciaramella, Giuseppe Servillo |
| 2001 51.ª edición | Elisa                                         | «Luce (Tramonti a nord est)» (Luz (Atardeceres del noreste))         | Elisa Toffoli, Adelmo Fornaciari                                                                  |
| 2002 52.ª edición | Matia Bazar                                   | «Messaggio d'amore» (Mensaje de amor)                                | Giancarlo Golzi, Piero Cassano                                                                    |
| 2003 53.ª edición | Alexia                                        | «Per dire di no» (Por decir no)                                      | Alberto Salerno, Alessia Aquilani                                                                 |
| 2004 54.ª edición | Marco Masini                                  | «L'uomo volante» (El hombre volador)                                 | Marco Masini                                                                                      |
| 2005 55.ª edición | Francesco Renga                               | «Angelo» (Ángel)                                                     | Francesco Renga, Maurizio Zapatini                                                                |
| 2006 56.ª edición | Povia                                         | «Vorrei avere il becco» (Quisiera tener pico)                        | Giuseppe Povia                                                                                    |
| 2007 57.ª edición | Simone Cristicchi                             | «Ti regalerò una rosa» (Te regalaré una rosa)                        | Simone Cristicchi                                                                                 |
| 2008 58.ª edición | Giò di Tonno & Lola Ponce                     | «Colpo di fulmine» (Flechazo)                                        | Gianna Nannini                                                                                    |
| 2009 59.ª edición | Marco Carta                                   | «La forza mia» (Mi fuerza)                                           | Paolo Carta                                                                                       |
| 2010 60.ª edición | Valerio Scanu                                 | «Per tutte le volte che...» (Por todas las veces que...)             | Pierdavide Carone                                                                                 |
| 2011 61.ª edición | Roberto Vecchioni                             | «Chiamami ancora amore» (Sigue llamándome amor)                      | Roberto Vecchioni, Claudio Guidetti                                                               |
| 2012 62.ª edición | Emma Marrone                                  | «Non è l'inferno» (No es el infierno)                                | Francesco Silvestre, Enrico Palmosi, Luca Sala                                                    |
| 2013 63.ª edición | Marco Mengoni                                 | «L'essenziale» (Lo esencial)                                         | Marco Mengoni, Roberto Casalino, Francesco De Benedittis                                          |
| 2014 64.ª edición | Arisa                                         | «Controvento» (Contracorriente)                                      | Giuseppe Anastasi                                                                                 |
| 2015 65.ª edición | Il Volo                                       | «Grande amore» (Gran amor)                                           | Francesco Boccia, Ciro Esposito                                                                   |
| 2016 66.ª edición | Stadio                                        | «Un giorno mi dirai» (Un día me dirás)                               | Saverio Grandi, Gaetano Curreri, Luca Chiaravalli                                                 |
| 2017 67.ª edición | Francesco Gabbani                             | «Occidentali's Karma» (El karma de los occidentales)                 | Francesco Gabbani, Filippo Gabbani, Fabio Ilacqua, Luca Chiaravalli                               |
| 2018 68.ª edición | Ermal Meta y Fabrizio Moro                    | «Non mi avete fatto niente» (No me habéis hecho nada)                | Ermal Meta, Fabrizio Moro, Andrea Febo                                                            |
| 2019 69.ª edición | Mahmood                                       | «Soldi» (Dinero)                                                     | Mahmood, Dardust, Charlie Charles                                                                 |
| 2020 70.ª edición | Diodato                                       | «Fai rumore» (Haz ruido)                                             | Antonio Diodato, Edwyn Roberts                                                                    |
| 2021 71.ª edición | Måneskin                                      | «Zitti e buoni» (Callados y tranquilos)                              | Damiano David, Ethan Torchio, Thomas Raggi, Victoria De Angelis                                   |
| 2022 72.ª edición | Mahmood y Blanco                              | «Brividi» (Escalofríos)                                              | Mahmood, Blanco, Michelangelo                                                                     |
| 2023 73.ª edición | Marco Mengoni                                 | «Due vite» (Dos vidas)                                               | Davide Petrella, Marco Mengoni y Davide Simonetta                                                 |
| 2024 74.ª edición | Angelina Mango                                | «La noia» (El aburrimiento)                                          | Angelina Mango, Madame y Dardust                                                                  |
| 2025 75.ª edición | Olly                                          | «Balorda nostalgia» (Estúpida nostalgia)                             | Olly, Jvli, Pierfrancesco Pasini                                                                  |

### Sección Nuevas Propuestas
| Año Edición       | Intérprete(s)                     | Canción (Traducción)                                         | Compositor(es)                                                   |
| ----------------- | --------------------------------- | ------------------------------------------------------------ | ---------------------------------------------------------------- |
| 1984 34.ª edición | Eros Ramazzotti                   | «Terra promessa» (Tierra prometida)                          | Eros Ramazzotti, Alberto Salerno, Renato Brioschi                |
| 1985 35.ª edición | Cinzia Corrado                    | «Niente di più» (Nada más)                                   | Pietro Magnini, Cavaros                                          |
| 1986 36.ª edición | Lena Biolcati                     | «Grande grande amore» (Gran gran amor)                       | Stefano D'Orazio, Maurizio Fabrizio                              |
| 1987 37.ª edición | Michele Zarrillo                  | «La notte dei pensieri» (La noche de los pensamientos)       | Luigi Albertelli, Luigi Lopez, Michele Zarrillo                  |
| 1988 38.ª edición | Future                            | «Canta con noi» (Canta con nosotros)                         | Marco Battistini, Franco Sacco, Mino Reitano, Riccardo Bolognesi |
| 1989 39.ª edición | Mietta                            | «Canzoni» (Canciones)                                        | Amedeo Minghi                                                    |
| 1990 40.ª edición | Marco Masini                      | «Disperato» (Desesperado)                                    | Marco Masini, Giancarlo Bigazzi, Giuseppe Dati                   |
| 1991 41.ª edición | Paolo Vallesi                     | «Le persone inutili» (Las personas inútiles)                 | Giuseppe Dati, Paolo Vallesi                                     |
| 1992 42.ª edición | Aleandro Baldi & Francesca Alotta | «Non amarmi» (No me ames)                                    | Aleandro Baldi, Giancarlo Bigazzi, Marco Falagiani               |
| 1993 43.ª edición | Laura Pausini                     | «La solitudine» (La soledad)                                 | Pietro Cremonesi, Angelo Valsiglio, Federico Cavalli             |
| 1994 44.ª edición | Andrea Bocelli                    | «Il mare calmo della sera» (El mar tranquilo de la tarde)    | Giampietro Felisatti, Gloria Nuti, Adelmo Fornaciari             |
| 1995 45.ª edición | Neri per Caso                     | «Le ragazze» (Las chicas)                                    | Claudio Mattone                                                  |
| 1996 46.ª edición | Syria                             | «Non ci sto» (No estoy)                                      | Claudio Mattone                                                  |
| 1997 47.ª edición | Paola e Chiara                    | «Amici come prima» (Amigos como al principio)                | Paola Iezzi, Chiara Iezzi                                        |
| 1998 48.ª edición | Annalisa Minetti                  | «Senza te o con te» (Sin ti o contigo)                       | Massimo Luca, Paola Palma                                        |
| 1999 49.ª edición | Alex Britti                       | «Oggi sono io» (Hoy soy yo)                                  | Alex Britti                                                      |
| 2000 50.ª edición | Jenny B                           | «Semplice sai» (Simplemente sabes)                           | Frank Minoia, Giovanna Bersola                                   |
| 2001 51.ª edición | Gazosa                            | «Stai con me (Forever)» (Estás conmigo (Para siempre))       | Stefano Borzi, Enzo Caterini, Sandro Nasuti                      |
| 2002 52.ª edición | Anna Tatangelo                    | «Doppiamente fragili» (Doblemente frágiles)                  | Marco Del Freo, David Marchetti                                  |
| 2003 53.ª edición | Dolcenera                         | «Siamo tutti là fuori» (Estamos todos por ahí)               | Emanuela Trane                                                   |
| 2004 54.ª edición | Sin asignar                       | Sin asignar                                                  | Sin asignar                                                      |
| 2005 55.ª edición | Laura Bono                        | «Non credo nei miracoli» (No creo en milagros)               | Laura Bonometti, Mario Natale                                    |
| 2006 56.ª edición | Riccardo Maffoni                  | «Sole negli occhi» (Sol en los ojos)                         | Riccardo Maffoni                                                 |
| 2007 57.ª edición | Fabrizio Moro                     | «Pensa» (Piensa)                                             | Fabrizio Mobrici                                                 |
| 2008 58.ª edición | Sonohra                           | «L'amore» (El amor)                                          | Luca Fainello, Roberto Tini, Diego Fainello                      |
| 2009 59.ª edición | Arisa                             | «Sincerità» (Sinceridad)                                     | Giuseppe Anastasi, Maurizio Filardo, Giuseppe Mangiaracina       |
| 2010 60.ª edición | Tony Maiello                      | «Il linguaggio della resa» (El lenguaje de la rendición)     | Tony Maiello, Fio Zanotti, Fabrizio Ferraguzzo, Roberto Cardelli |
| 2011 61.ª edición | Raphael Gualazzi                  | «Follia d'amore» (Locura de amor)                            | Raphael Gualazzi                                                 |
| 2012 62.ª edición | Alessandro Casillo                | «È vero (che ci sei)» (Es verdad (que estás aquí))           | Matteo Bassi, Emiliano Bassi                                     |
| 2013 63.ª edición | Antonio Maggio                    | «Mi servirebbe sapere» (Me serviría saber)                   | Antonio Maggio                                                   |
| 2014 64.ª edición | Rocco Hunt                        | «Nu juorno buono» (Un día bueno)                             | Rocco Pagliarulo, Alessandro Merli, Fabio Clemente               |
| 2015 65.ª edición | Giovanni Caccamo                  | «Ritornerò da te» (Regresaré a ti)                           | Giovanni Caccamo                                                 |
| 2016 66.ª edición | Francesco Gabbani                 | «Amen» (Amén)                                                | Fabio Illacqua, Francesco Gabbani                                |
| 2017 67.ª edición | Lele                              | «Ora mai» (Ahora nunca)                                      | Raffaele Esposito, Rory Di Benedetto, Rosario Canale             |
| 2018 68.ª edición | Ultimo                            | «Il ballo delle incertezze» (La danza de las incertidumbres) | Ultimo                                                           |
| 2019 69.ª edición | Sin asignar                       | Sin asignar                                                  | Sin asignar                                                      |
| 2020 70.ª edición | Leo Gassman                       | «Vai bene così» (Esta bien así que)                          | Leo Gassman, Matteo Costanzo                                     |
| 2021 71.ª edición | Gaudiano                          | «Polvere da sparo» (Pólvora)                                 | Gaudiano, Francesco Cataldo                                      |
| 2025 75.ª edición | Settembre                         | «Vertebre» (Vértebras)                                       | Andrea Settembre, Laura Di Lenola, Manuel Finotti                |

### Premio de la crítica "Mia Martini"
| Año Edición       | Intérprete(s)                          | Canción (Traducción)                                                          | Compositor(es)                                                           |
| ----------------- | -------------------------------------- | ----------------------------------------------------------------------------- | ------------------------------------------------------------------------ |
| 1982 32.ª edición | Mia Martini                            | «E non finisce mica il cielo» (Y el cielo no se acaba)                        |                                                                          |
| 1983 33.ª edición | Matia Bazar                            | «Vacanze romane» (Vacaciones romanas)                                         |                                                                          |
| 1984 34.ª edición | Patty Pravo                            | «Per una bambola» (Por una muñeca)                                            |                                                                          |
| 1985 35.ª edición | Matia Bazar                            | «Souvenir» (Souvenir)                                                         |                                                                          |
| 1986 36.ª edición | Enrico Ruggeri                         | «Rien ne va plus» (-)                                                         |                                                                          |
| 1987 37.ª edición | Fiorella Mannoia                       | «Quello che le donne non dicono» (Eso que las mujeres no dicen)               |                                                                          |
| 1988 38.ª edición | Fiorella Mannoia                       | «Le notti di maggio» (Las notas de mayo)                                      |                                                                          |
| 1989 39.ª edición | Mia Martini                            | «Almeno tu nell'universo» (Al menos tu en el universo)                        |                                                                          |
| 1990 40.ª edición | Mia Martini & Mijares                  | «La nevicata del '56» (La nevada del 56)                                      |                                                                          |
| 1991 41.ª edición | Enzo Jannacci & Ute Lemper             | «La fotografia» (La fotografía)                                               |                                                                          |
| 1992 42.ª edición | Nuova Compagnia di Canto Popolare      | «Pe' dispietto» (-)                                                           |                                                                          |
| 1993 43.ª edición | Cristiano De André                     | «Dietro la porta» (Detrás de la puerta)                                       |                                                                          |
| 1994 44.ª edición | Giorgio Faletti                        | «Signor Tenente» (Señor teniente)                                             |                                                                          |
| 1995 45.ª edición | Giorgia                                | «Come saprei» (Cómo sabría)                                                   |                                                                          |
| 1996 46.ª edición | Elio e le Storie Tese                  | «La terra dei cachi» (La tierra de los caquis)                                |                                                                          |
| 1997 47.ª edición | Patty Pravo                            | «...e dimmi che non vuoi morire» (... y dime que no quieres morir)            |                                                                          |
| 1998 48.ª edición | Piccola Orchestra Avion Travel         | «Dormi e sogna» (Duerme y sueña)                                              |                                                                          |
| 1999 49.ª edición | Daniele Silvestri                      | «Aria» (Aire)                                                                 |                                                                          |
| 2000 50.ª edición | Samuele Bersani                        | «Replay» (Replay)                                                             |                                                                          |
| 2001 51.ª edición | Elisa                                  | «Luce (Tramonti a nord est)» (Luz (Atardeceres del noreste))                  |                                                                          |
| 2002 52.ª edición | Daniele Silvestri                      | «Salirò» (Subiré)                                                             |                                                                          |
| 2003 53.ª edición | Sergio Cammariere                      | «Tutto quello che un uomo» (Todo eso que un hombre)                           |                                                                          |
| 2004 54.ª edición | Mario Venuti                           | «Crudele» (Cruel)                                                             |                                                                          |
| 2005 55.ª edición | Nicola Arigliano                       | «Colpevole» (Culpable)                                                        |                                                                          |
| 2006 56.ª edición | Noa, Carlo Fava & Solis String Quartet | «Un discorso in generale» (Un discurso en general)                            |                                                                          |
| 2007 57.ª edición | Simone Cristicchi                      | «Ti regalerò una rosa» (Te regalaré una rosa)                                 |                                                                          |
| 2008 58.ª edición | Tricarico                              | «Vita tranquilla» (Vida tranquila)                                            |                                                                          |
| 2009 59.ª edición | Afterhours                             | «Il paese è reale» (El país es real)                                          |                                                                          |
| 2010 60.ª edición | Malika Ayane                           | «Ricomincio da qui» (Vuelvo a comenzar de aquí)                               |                                                                          |
| 2011 61.ª edición | Roberto Vecchioni                      | «Chiamami ancora amore» (Sigue llamándome amor)                               |                                                                          |
| 2012 62.ª edición | Samuele Bersani                        | «Un pallone» (Un globo)                                                       |                                                                          |
| 2013 63.ª edición | Elio e le Storie Tese                  | «La canzone mononota» (La canción mononota)                                   |                                                                          |
| 2014 64.ª edición | Cristiano De André                     | «Invisibili» (Invisibles)                                                     |                                                                          |
| 2015 65.ª edición | Malika Ayane                           | «Adesso e qui (nostalgico presente)» (El ahora es aquí (presente nostálgico)) |                                                                          |
| 2016 66.ª edición | Patty Pravo                            | «Cieli inmensi» (Cielos inmensos)                                             |                                                                          |
| 2017 67.ª edición | Ermal Meta                             | «Vietato morire» (Prohibido morir)                                            |                                                                          |
| 2018 68.ª edición | Ron                                    | «Almeno pensami» (Al menos piénsame)                                          |                                                                          |
| 2019 69.ª edición | Daniele Silvestri                      | «Argentovivo» (-)                                                             |                                                                          |
| 2020 70.ª edición | Diodato                                | «Fai rumore» (Haz ruido)                                                      |                                                                          |
| 2021 71.ª edición | Willie Peyote                          | «Mai dire mai (La locura)» (Nunca digas nada (La locura))                     | Willie Peyote, Carlo Cavalieri D’Oro, Daniel Bestonzo, Giuseppe Petrelli |
| 2022 72.ª edición | Massimo Ranieri                        | «Lettera di là dal mare» (Carta de más allá del mar)                          | F. Ilacqua                                                               |
| 2023 73.ª edición | Colapesce Dimartino                    | «Splash» (Splash)                                                             | Colapesce, Dimartino                                                     |
| 2024 74.ª edición | Loredana Bertè                         | «Pazza» (Loca)                                                                | Luca Chiaravalli, Andrea Bonomo, Loredana Berté, Andrea Pugliese         |
| 2025 75.ª edición | Lucio Corsi                            | «Volevo essere un duro» (Quisiese ser un duro)                                | Lucio Corsi, Tommaso Ottomano                                            |

### Premio de la crítica "Mia Martini" en la sección Nueva propuesta
| Año Edición             | Intérprete(s)           | Canción (Traducción)                                                       | Compositor(es)                                                                      |
| ----------------------- | ----------------------- | -------------------------------------------------------------------------- | ----------------------------------------------------------------------------------- |
| 1984 34.ª edición       | Santandrea              | «La fenice» (La Fénix)                                                     | Riccardo Cocciante, Santandrea                                                      |
| 1985 35.ª edición       | Mango                   | «Il viaggio» (El viaje)                                                    | Mango                                                                               |
| 1985 35.ª edición       | Cristiano De André      | «Bella più di me» (Hermosa más que yo)                                     | Stefano D'Orazio, Maurizio Fabrizio                                                 |
| 1986 36.ª edición       | Lena Biolcati           | «Grande grande amore» (Gran gran amor)                                     | Gaio Chiocchio, Mario Castelnuovo, Roberto Righini                                  |
| 1987 37.ª edición       | Paola Turci             | «Primo tango» (Primer tango)                                               | Gaio Chiocchio, Roberto Righini                                                     |
| 1988 38.ª edición       | Paola Turci             | «Sarò bellissima» (Seré bellísima)                                         | Roberto Righini, Alfredo Rizzo                                                      |
| 1989 39.ª edición       | Mietta                  | «Canzoni» (Canciones)                                                      | Amedeo Minghi                                                                       |
| 1990 40.ª edición       | Marco Masini            | «Disperato» (Desesperado)                                                  | Marco Masini, Giancarlo Bigazzi, Giuseppe Dati                                      |
| 1991 41.ª edición       | Timoria                 | «L'uomo che ride» (El hombre que se ríe)                                   | Omar Pedrini                                                                        |
| 1992 42.ª edición       | Aeroplanitaliani        | «Zitti zitti (Il silenzio è d'oro)» (Callaos callaos (El silencio es oro)) | Alessio Bertallot, Roberto Vernetti, Frank Nemola                                   |
| 1993 43.ª edición       | Angela Baraldi          | «A piedi nudi» (Con los pies descalzos)                                    | Angela Baraldi, Marco Bertoni, Enrico Serotti                                       |
| 1994 44.ª edición       | Baraonna                | «I giardini d'Alhambra» (Los jardines de Alhambra)                         | Fulvio y Vito Caporale                                                              |
| 1995 45.ª edición       | Gloria                  | «Le voci di dentro» (Las voces adentro)                                    | Giovanni Nuti, Celso Valli, Paolo Recalcati                                         |
| 1996 46.ª edición       | Marina Rei              | «Al di là di questi anni» (Más allá de estos años)                         | Frank Minoia, Marina Rei                                                            |
| 1997 47.ª edición       | Niccolò Fabi            | «Capelli» (Cabello)                                                        | Cecilia Dazzi, Niccolò Fabi, Riccardo Sinigallia                                    |
| 1998 48.ª edición       | Eramo & Passavanti      | «Senza confini» (Sin límites)                                              | Bungaro, Pino Romanelli                                                             |
| 1999 49.ª edición       | Quintorigo              | «Rospo» (Sapo)                                                             | Massimo De Leonardis, Andrea Costa, Gionata Costa, Stefano Ricci, Valentino Bianchi |
| 2000 50.ª edición       | Jenny B                 | «Semplice sai» (Simplemente sabes)                                         | Frank Minoia, Giovanna Bersola                                                      |
| 2000 50.ª edición       | Lythium                 | «Noël» (Noël)                                                              | Stefano Piro                                                                        |
| 2001 51.ª edición       | Roberto Angelini        | «Il signor Domani» (El señor Mañana)                                       | Roberto Angelini                                                                    |
| 2001 51.ª edición       | Francesco Renga         | «Raccontami...» (Cuéntame...)                                              | Francesco Renga, Umberto Iervolino                                                  |
| 2002 52.ª edición       | Archinuè                | «La marcia dei santi» (La marcha de los santos)                            | Francesco Sciacca                                                                   |
| 2003 53.ª edición       | Patrizia Laquidara      | «Lividi e fiori» (Moretones y flores)                                      | Pino Romanelli, Patrizia Laquidara                                                  |
| 2004 54.ª edición       | Sin asignar             | Sin asignar                                                                | Sin asignar                                                                         |
| 2005 55.ª edición       | Sin asignar             | Sin asignar                                                                | Sin asignar                                                                         |
| 2006 56.ª edición       | Sin asignar             | Sin asignar                                                                | Sin asignar                                                                         |
| 2007 57.ª edición       | Fabrizio Moro           | «Pensa» (Piensa)                                                           | Fabrizio Mobrici                                                                    |
| 2008 58.ª edición       | Frank Head              | «Para parà ra rara» (Para parà ra rara)                                    | Francesco Testa, Domenico Cardella                                                  |
| 2009 59.ª edición       | Arisa                   | «Sincerità» (Sinceridad)                                                   | Giuseppe Anastasi, Maurizio Filardo, Giuseppe Mangiaracina                          |
| 2010 60.ª edición       | Nina Zilli              | «L'uomo che amava le donne» (El hombre que amaba a las mujeres)            | Nina Zilli, Kaballà                                                                 |
| 2011 61.ª edición       | Raphael Gualazzi        | «Follia d'amore» (Locura de amor)                                          | Raphael Gualazzi                                                                    |
| 2012 62.ª edición       | Erica Mou               | «Nella vasca da bagno del tempo» (En la bañera del tiempo)                 | Erica Musci                                                                         |
| 2013 63.ª edición       | Renzo Rubino            | «Il postino (Amami uomo)» (El cartero (Ámame hombre))                      | Renzo Rubino, Andrea Rodini                                                         |
| 2014 64.ª edición       | Zibba                   | «Senza di te» (Sin ti)                                                     | Zibba, Andrea Balestrieri                                                           |
| 2015 65.ª edición       | Giovanni Caccamo        | «Ritornerò da te» (Regresaré a ti)                                         | Giovanni Caccamo                                                                    |
| 2016 66.ª edición       | Francesco Gabbani       | «Amen» (Amén)                                                              | Fabio Ilacqua, Francesco Gabbani                                                    |
| 2017 67.ª edición       | Maldestro               | «Canzone per Federica» (Canción para Federica)                             | Antonio Prestieri                                                                   |
| 2018 68.ª edición       | Mirkoeilcane            | «Stiamo tutti bene» (Estamos todos bien)                                   | Mirkoeilcane                                                                        |
| 2018 II Sanremo Giovani | Federica Abbate         | «Finalmente» (Por fin)                                                     | Federica Abbate, Cheope, Davide Petrella, Takagi, Ketra                             |
| 2018 II Sanremo Giovani | Mahmood                 | «Gioventù bruciata» (Juventud perdida)                                     | Mahmood, S. Ceri                                                                    |
| 2020 70.ª edición       | Eugenio in Via Di Gioia | «Tsunami» (Tsunami)                                                        | Eugenio Cesaro, Lorenzo Federici, Emanuele Via, Paolo Di Gioia, Dardust             |
| 2021 71.ª edición       | Wrongonyou              | «Lezioni di volo» (Clases de vuelo)                                        | Wrongonyou, Adel Al Kassem, Riccardo Sciré                                          |
| 2025 75.ª edición       | Settembre               | «Vertebre» (Vértebras)                                                     | A. Settembre, L. Di Lenola y M. Finotti                                             |

## Presentadores
- 1951: Nunzio Filogamo
- 1952: Nunzio Filogamo
- 1953: Nunzio Filogamo
- 1954: Nunzio Filogamo
- 1955: Armando Pizzo con Maria Teresa Ruta
- 1956: Fausto Tommei con Maria Teresa Ruta
- 1957: Nunzio Filogamo con Marisa Allasio, Fiorella Mari y Nicoletta Orsomando
- 1958: Gianni Agus con Fulvia Colombo
- 1959: Enzo Tortora con Adriana Serra
- 1960: Enza Sampò y Paolo Ferrari
- 1961: Lilly Lembo con Giuliana Calandra
- 1962: Renato Tagliani con Laura Efrikian y Vicky Ludovisi
- 1963: Mike Bongiorno con Edy Campagnoli, Rossana Armani, Giuliana Copreni y Maria Giovannini
- 1964: Mike Bongiorno con Giuliana Lojodice
- 1965: Mike Bongiorno con Grazia Maria Spina
- 1966: Mike Bongiorno con Paola Penni y Carla M. Puccini
- 1967: Mike Bongiorno con Renata Mauro
- 1968: Pippo Baudo con Luisa Rivelli
- 1969: Nuccio Costa con Gabriella Farinon
- 1970: Nuccio Costa con Enrico Maria Salerno y Ira von Fürstenberg
- 1971: Carlo Giuffré y Elsa Martinelli
- 1972: Mike Bongiorno con Sylva Koscina y Paolo Villaggio
- 1973: Mike Bongiorno con Gabriella Farinon
- 1974: Corrado Mantoni con Gabriella Farinon
- 1975: Mike Bongiorno con Sabina Ciuffini
- 1976: Giancarlo Guardabassi con Serena Albano, Maddalena Galliani, Stella Luna, Lorena Rosetta Nardulli, Tiziana Pini y Karla Strano Pavese
- 1977: Mike Bongiorno con Maria Giovanna Elmi
- 1978: Maria Giovanna Elmi con Stefania Casini, Beppe Grillo y Vittorio Salvetti
- 1979: Mike Bongiorno con Anna Maria Rizzoli
- 1980: Claudio Cecchetto con Roberto Benigni y Olimpia Carlisi
- 1981: Claudio Cecchetto con Eleonora Vallone y Nilla Pizzi
- 1982: Claudio Cecchetto con Patrizia Rossetti
- 1983: Andrea Giordana con Emanuela Falcetti, Anna Pettinelli y Isabel Russinova
- 1984: Pippo Baudo con Elisabetta Gardini, Edy Angelillo, Iris Peynado, Tiziana Pini, Isabella Rocchietta y Viola Simoncioni
- 1985: Pippo Baudo con Patty Brard
- 1986: Loretta Goggi con Anna Pettinelli, Sergio Mancinelli y Mauro Micheloni
- 1987: Pippo Baudo con Carlo Massarini
- 1988: Miguel Bosé y Gabriella Carlucci con Carlo Massarini
- 1989: Rosita Celentano, Paola Dominguín, Danny Quinn, Gianmarco Tognazzi con Kay Sandvick y Clare Ann Matz
- 1990: Johnny Dorelli y Gabriella Carlucci
- 1991: Andrea Occhipinti y Edwige Fenech
- 1992: Pippo Baudo con Milly Carlucci, Alba Parietti y Brigitte Nielsen
- 1993: Pippo Baudo con Lorella Cuccarini
- 1994: Pippo Baudo con Anna Oxa y Cannelle
- 1995: Pippo Baudo con Anna Falchi y Claudia Koll
- 1996: Pippo Baudo con Valeria Mazza y Sabrina Ferilli
- 1997: Mike Bongiorno con Piero Chiambretti y Valeria Marini
- 1998: Raimondo Vianello con Eva Herzigová y Veronica Pivetti
- 1999: Fabio Fazio con Renato Dulbecco y Laetitia Casta
- 2000: Fabio Fazio con Inés Sastre, Luciano Pavarotti y Teo Teocoli
- 2001: Raffaella Carrà con Megan Gale, Enrico Papi, Massimo Ceccherini y Piero Chiambretti
- 2002: Pippo Baudo con Manuela Arcuri y Vittoria Belvedere
- 2003: Pippo Baudo con Serena Autieri y Claudia Gerini
- 2004: Simona Ventura con Paola Cortellesi, Maurizio Crozza y Gene Gnocchi
- 2005: Paolo Bonolis con Antonella Clerici y Federica Felini
- 2006: Giorgio Panariello con Victoria Cabello y Ilary Blasi
- 2007: Pippo Baudo y Michelle Hunziker
- 2008: Pippo Baudo y Piero Chiambretti con Bianca Guaccero y Andrea Osvárt
- 2009: Paolo Bonolis y Luca Laurenti con Paul Sculfor, Alessia Piovan, Nir Lavi, Eleonora Abbagnato, Thyago Alves, Gabriella Pession, Ivan Olita, David Gandy y Maria De Filippi
- 2010: Antonella Clerici
- 2011: Gianni Morandi con Elisabetta Canalis, Belén Rodríguez, Luca Bizzarri y Paolo Kessisoglu (Luca e Paolo)
- 2012: Gianni Morandi con Ivana Mrázová y Rocco Papaleo
- 2013: Fabio Fazio y Luciana Littizzetto
- 2014: Fabio Fazio y Luciana Littizzetto
- 2015: Carlo Conti[7] con Arisa, Emma Marrone y Rocío Muñoz Morales
- 2016: Carlo Conti con Gabriel Garko, Virginia Raffaele y Madalina Diana Ghenea
- 2017: Carlo Conti, Maria De Filippi
- 2018: Claudio Baglioni, Michelle Hunziker y Pierfrancesco Favino
- 2019: Claudio Baglioni, Claudio Bisio y Virginia Raffaele
- 2020: Amadeus y Fiorello con Diletta Leotta, Rula Jebreal, Emma D'Aquino, Laura Chimenti, Sabrina Salerno, Georgina Rodríguez, Alketa Vejsiu, Antonella Clerici y Francesca Sofia Novello
- 2021: Amadeus y Fiorello con Matilda De Angelis, Elodie, Vittoria Ceretti, Beatrice Venezi y Barbara Palombelli
- 2022: Amadeus con Ornella Muti, Lorena Cesarini, Drusilla Foer, Maria Chiara Giannetta y Sabrina Ferilli
- 2023: Amadeus y Gianni Morandi con Chiara Ferragni, Francesca Fagnani, Paola Egonu y Chiara Francini
- 2024: Amadeus con Marco Mengoni, Giorgia, Teresa Mannino, Lorella Cuccarini y Fiorello
- 2025: Carlo Conti con Antonella Clerici, Gerry Scotti, Bianca Balti, Cristiano Malgioglio, Nino Frassica, Miriam Leone, Elettra Lamborghini, Katia Follesa, Mahmood, Geppi Cucciari, Alessia Marcuzzi y Alessandro Cattelan
- 2026: Carlo Conti